# 1. HMNL za žene 2018./19.
Prva hrvatska malonogometna liga za žene je svoje četvrto izdanje imala u sezoni 2018./19. 
 Sudjelovalo je sedam klubova, a prvak je drugi put zaredom postao "Alumnus SC Flegar" iz Zagreba.

## Sustav natjecanja
Sedam klubova igra dvokružnu liguu, kroz četiri turnira. Četiri najuspješnija kluba na kraju igraju završni turnir za prvaka lige.
Turniri su igrani u: 
- Sesvetama, 8. i 9. prosinca 2018.[4][3][5]
- Popovači, 15. i 16. prosinca 2019.[6][7]
- Sisku, 26. i 27. siječnja 2019.[8][9][10]
- Zadru, 9. i 10. veljače 2019.[11][12][13]
- završni turnir u Zagrebu u dvorani "Sutinska vrela", 23. i 24. veljače 2019.[14][15][16][1]

## Sudionici
- Ombla, Dubrovnik
- Mirlović Zagora, Mirlović Zagora
- Meteora Futsal, Pisarovina
- Super Chicks, Poličnik
- Siscia, Sisak
- MC Plus, Stupnik - Sveta Nedelja
- Alumnus S.C. Flegar, Zagreb - Sesvete
- Viktorija, Slavonski Brod,   (odustali od natjecanja)

## Ligaški dio
Ljestvica 
| mj. | klub              | ut. | pob. | ner. | por, | gol+ | gol- | bod |                |
| --- | ----------------- | --- | ---- | ---- | ---- | ---- | ---- | --- | -------------- |
| 1.  | MC Plus           | 12  | 11   | 1    | 0    | 83   | 10   | 34  | završni turnir |
| 2.  | Alumnus SC Flegar | 12  | 10   | 0    | 2    | 69   | 11   | 30  | završni turnir |
| 3.  | Meteora Futsal    | 12  | 8    | 1    | 3    | 67   | 18   | 25  | završni turnir |
| 4.  | Super Chicks      | 12  | 6    | 0    | 6    | 35   | 25   | 18  | završni turnir |
| 5.  | Mirlović Zagora   | 12  | 4    | 0    | 8    | 59   | 33   | 12  |                |
| 6.  | Ombla             | 12  | 2    | 0    | 10   | 16   | 87   | 6   |                |
| 7.  | Siscia            | 12  | 0    | 0    | 12   | 7    | 152  | 0   |                |

## Završni turnir
| klub1             | rez.          | klub2             | napomene, izvještaji |
| poluzavršnica     | poluzavršnica | poluzavršnica     | poluzavršnica        |
| ----------------- | ------------- | ----------------- | -------------------- |
| Alumnus SC Flegar | 6:3           | Meteora Futsal    |                      |
| MC Plus           | 4:2           | Super Chicks      |                      |
|                   |               |                   |                      |
| za 3. mjesto      |               |                   |                      |
| Meteora Futsal    | 4:1           | Super Chicks      | [ 1 ]                |
| MC Plus           | 1:2           | Alumnus SC Flegar | [ 1 ]                |

## Unutrašnje poveznice
- Prva hrvatska malonogometna liga za žene

## Vanjske poveznice
- crofutsal.com
- HNS, 1. HMNL za žene
- hrfutsal.net  Arhivirana inačica izvorne stranice od 6. rujna 2019. (Wayback Machine)